# Marshall (Missouri)
Marshall ist eine City innerhalb des US-Bundesstaates Missouri und der Verwaltungssitz des Saline County. Gemäß Volkszählung aus dem Jahr 2020 hatte die Stadt 13.806 Einwohner.

## Geschichte
Jeremiah O’Dell schenkte Jeremiah O’Dell am 13. April 1839 fünfundsechzig Hektar Land für die Stadt Marshall. Die Stadt wurde nach dem Obersten Richter des Obersten Gerichtshofs der Vereinigten Staaten, John Marshall, benannt und zum Sitz des Saline County gemacht bestimmt. Nachdem die ersten beiden Gerichtsgebäude in Marshall durch Brände verloren gegangen waren, wurde im Januar 1882 das Saline County Courthouse errichtet, das 1977 in das National Register of Historic Places aufgenommen wurde. Das Gerichtsgebäude ist ein bleibendes Wahrzeichen im Zentrum des Marshall Square und ein Vermächtnis der Architektur des neunzehnten Jahrhunderts.

## Demografie
Nach der Volkszählung von 2020 leben in Marshall 13.806 Menschen. Die Bevölkerung teilt sich im Jahr 2019 auf in 80,3 % Weiße, 7,6 % Afroamerikaner, 0,9 % Asiaten, 1,9 % Ozeanier und 3,1 % mit zwei oder mehr Ethnizitäten. Hispanics oder Latinos aller Ethnien machten 17,1 % der Bevölkerung aus. Das mittlere Haushaltseinkommen lag bei 42.584 US-Dollar und die Armutsquote bei 19,8 %.

## Bildung
Das Missouri Valley College befindet sich in der Stadt.

## Söhne und Töchter der Stadt
- Noble Johnson (1881–1978), Schauspieler, Drehbuchautor und Produzent
- Bob James (* 1939), Jazz-Keyboarder und Komponist